# Plexus lumbosacralis

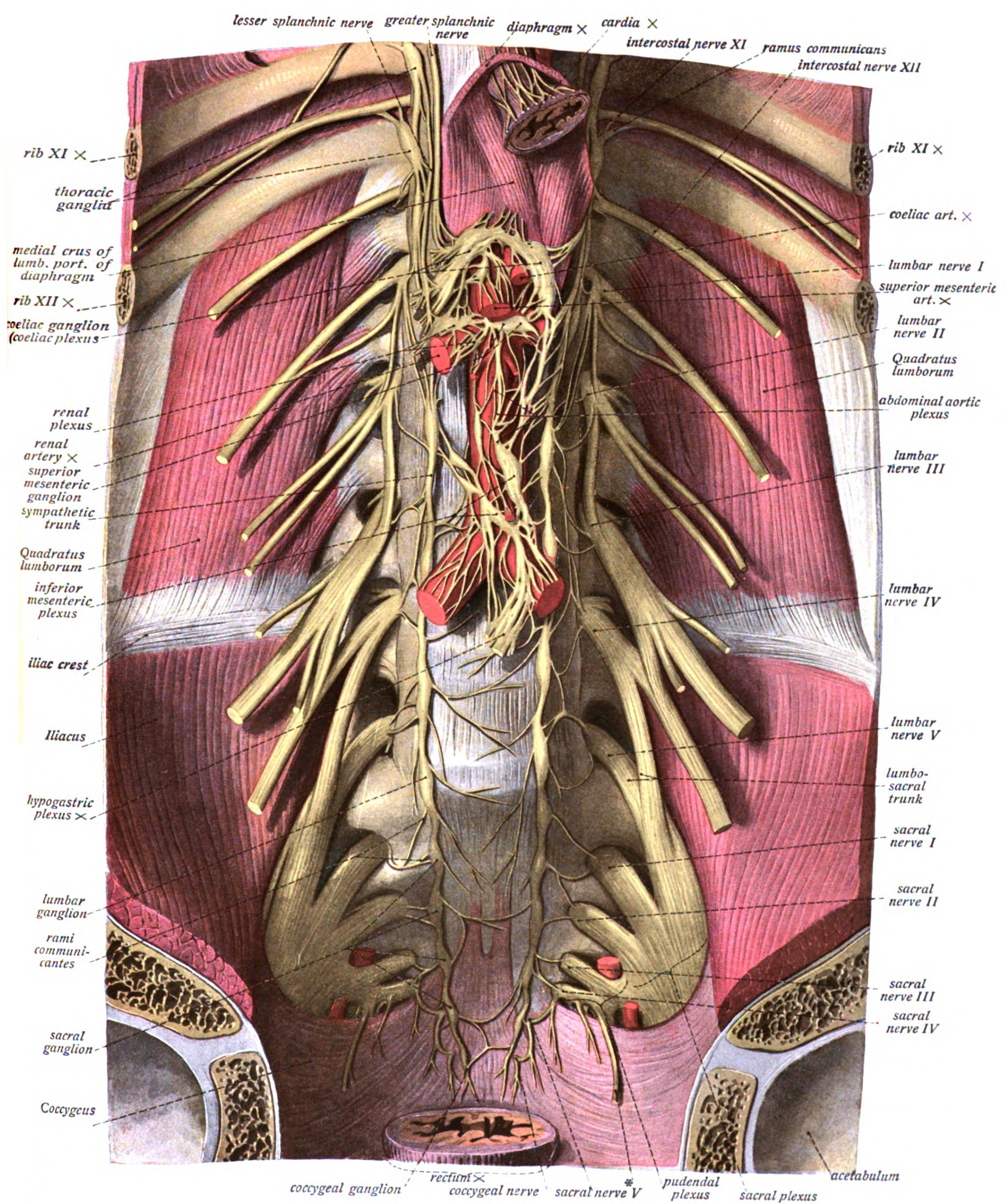
Der Plexus lumbosacralis (gelb) und seine umgebenden Strukturen, ebenfalls dargestellt sind die Grenzstränge und das Nervengeflecht um die Bauchaorta

Der Plexus lumbosacralis oder Lenden-Kreuz-Geflecht ist ein Geflecht der Ventraläste (bauchwärts gerichtete Nervenäste, Rami ventrales) der Spinalnerven des Lenden- und Kreuzabschnitts (Th12 bis max. S5, beim Menschen sind es fünf, beim Hund nur drei Kreuzwirbel) des Rückenmarks. Aus diesem Geflecht gehen durch Austausch von Nervenfasern verschiedener Rückenmarkssegmente neue Nerven hervor, die nunmehr Anteile mehrerer Segmente enthalten und die untere Extremität, die Bauchwand und das Becken innervieren. Während bei den Lendennerven der Geflechtcharakter nur gering ist, sind die Querverbindungen zwischen den Kreuznerven sehr ausgeprägt.

## Nerven des Plexus lumbosacralis
Die Aufspaltung der Nerven ist bei den Säugetieren bemerkenswert einheitlich, so dass eine gemeinsame Darstellung von Mensch und Tier erfolgen kann. Der Plexus lumbosacralis wird gelegentlich weiter in einen Plexus lumbalis, sacralis, pudendus und coccygeus unterteilt.

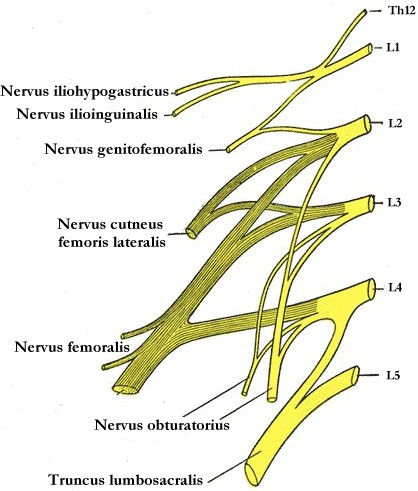
Lendenabschnitt des Plexus lumbosacralis

### Plexus lumbalis
Das Lendengeflecht (Plexus lumbalis) wird von den vier oberen Lumbalwurzeln (L1 bis L4) gebildet. Darüber hinaus enthält er Anteile von Th12. Er steht über Rami communicantes in Verbindung mit dem Lendenteil des Truncus sympathicus und verfügt über kurze Rami  musculares zur Versorgung von Musculus psoas major, Musculus psoas minor und Musculus quadratus lumborum. Der Plexus lumbalis versorgt darüber hinaus die Strecker und Adduktoren des Oberschenkels sowie sensibel die Vorderseite des Oberschenkels sowie die Vorder- und Innenseite des Unterschenkels. Im Einzelnen unterscheidet man im Plexus lumbalis folgende Nerven:
1. Nervus iliohypogastricus (Th12–L1)
2. Nervus ilioinguinalis (Th12–L1)
3. Nervus genitofemoralis (L1–L2)
4. Nervus cutaneus femoris lateralis (L2–L3)
5. Nervus femoralis (L1–L4)
6. Nervus obturatorius (L2–L4)

### Plexus sacralis
Das Kreuzgeflecht (Plexus sacralis) besteht aus den Rami anteriores (ventrales) des 1. bis 3. Sakralnerven und des Truncus lumbosacralis aus den vorderen Ästen vom 4. und 5. Lendennerven. Schädigungen des Plexus sacralis bedingen Sensibilitätsstörungen an der Oberschenkelrückseite, am gesamten Unterschenkel und am Fuß. Motorische Lähmungen finden sich bei den Hüftstreckmuskeln, Kniebeugern und allen Unterschenkel- sowie Fußmuskeln. Alle Nerven des Plexus verlassen das Becken durch das Foramen infrapiriforme (kaudaler Anteil des Foramen ischiadicum majus unterhalb des M. piriformis). Ausnahme ist der Nervus gluteus superior, der das Becken durch das Foramen suprapiriforme verlässt. Im Einzelnen unterscheidet man folgende Nerven:
1. Nervus gluteus superior (L4–S1, bei Tieren als N. gluteus cranialis bezeichnet)
2. Nervus gluteus inferior (L5–S2, Tiere: N. gluteus caudalis)
3. Nervus cutaneus femoris posterior (S1–S3, Tiere: N. cutaneus femoris caudalis)
4. Nervus ischiadicus (Ischiasnerv, L4–S3)
zweigt sich auf in den Nervus tibialis und Nervus peroneus (fibularis) communis
5. Nervus pudendus (S1–S4)
6. Nervi anococcygei (bei Tieren: N. rectalis caudalis bzw. Nn. rectales caudales)

### Schädigungen
Schädigungen des Plexus lumbosacralis können als Entzündung (Neuritis) und Schmerz (Neuralgie) auftreten. Beispiele für solche Störungen sind Lumbago, Meralgia paraesthetica, Cruralisneuritis (Entzündung eines Teils des Nervus femoralis), Ischias, Pudendusneuritis (Entzündung des Nervus pudendus),  Pudendusneuralgie (Schmerzen im Gebiet des Nervus pudendus) und Coccygodynie.